# Pogonopus argentifer
Pogonopus argentifer är en skalbaggsart som beskrevs av John Obadiah Westwood 1849. Pogonopus argentifer ingår i släktet Pogonopus och familjen Cetoniidae. Inga underarter finns listade i Catalogue of Life.